# Campionat de la República Dominicana de futbol
El Campionat de la República Dominicana de futbol o Campeonato Nacional, la màxima categoria de la qual s'anomenava Primera División de República Dominicana fou la màxima competició de futbol de la República Dominicana. Era de caràcter amateur i fou la màxima competició nacional de futbol fins a l'any 2002, en que es creà la Liga Mayor Dominicana de Fútbol. Era organitzada per la Federación Dominicana de Fútbol (F.D.F.).

## Historial
Font:
- 1970: España FC
- 1971: España FC
- 1972: UCMM
- 1973: UCMM
- 1974: UCMM
- 1975: Moca FC
- 1976: Moca FC
- 1977: Moca FC
- 1978: Moca FC
- 1979: desconegut
- 1980: desconegut
- 1981: Universidad Autónoma
- 1982: desconegut
- 1983: desconegut
- 1984: Moca FC
- 1985: Moca FC
- 1986: Moca FC
- 1987: Moca FC
- 1988: Universidad Autónoma
- 1989: Universidad Autónoma
- 1990: Universidad Autónoma
- 1991: Bancredicard
- 1992: Bancredicard
- 1993: San Cristóbal FC
- 1994: Bancredicard
- 1995: Moca FC
- 1996: desconegut
- 1997: FC Santos
- 1998: Domingo Savio
- 1999: FC Don Bosco
- 2000-01: CD Pantoja
- 2001-02: desconegut
- 2002-03: CD Pantoja o Domingo Savio
- 2003-04: Casa de España
- 2005: Jarabacoa
- 2006: La Vega

A partir del 2002 el campionat és considerat de segona categoria (segona divisió).